# Obrapa celyphoides
Obrapa celyphoides är en tvåvingeart som beskrevs av Walker 1858. Obrapa celyphoides ingår i släktet Obrapa och familjen vapenflugor. Inga underarter finns listade i Catalogue of Life.